# Campeonato Mundial Feminino de Curling de 2014
O Campeonato Mundial Feminino de Curling de 2014, denominado de Campeonato Mundial Feminino de Curling Ford de 2014 por motivos de patrocínio, foi um torneio de seleções femininas de curling disputado no Harbour Station em Saint John (New Brunswick), Canadá.

## Qualificação
As seguintes equipes se classificaram para participar do Mundial de Curling de 2014:
- Canadá (país-sede)
- Uma equipe das Américas
  -  Estados Unidos

- Oito equipes do Campeonato Europeu de Curling de 2013
  -  Chéquia
  -  Dinamarca
  -  Letônia
  -  Rússia
  -  Escócia
  -  Suécia
  -  Suíça 
  -  Alemanha

- Duas equipes do Campeonato Pacífico-Ásia de Curling de 2013
  -  China
  -  Coreia do Sul

## Equipes participantes
As equipes participantes são as seguintes:
| Canadá | China | Chéquia | Dinamarca |
| --- | --- | --- | --- |
| Ottawa CC, Ottawa Capitã: Rachel Homan Terceira: Emma Miskew Segunda: Alison Kreviazuk Primeira: Lisa Weagle Reserva: Stephanie LeDrew                             | Harbin CC, Harbin Capitã: Liu Sijia Terceira: Jiang Yilun Segunda: Wang Rui Primeira: Liu Jinli Reserva: She Qiutong                                      | CC Sokol Liboc, Praga Capitã: Anna Kubešková Terceira: Tereza Plíšková Segunda: Klára Svatoňová Primeira: Veronika Herdová Reserva: Alžběta Baudyšová | Hvidovre CC, Hvidovre Capitã: Madeleine Dupont Terceira: Denise Dupont Segunda: Christine Svensen Primeira: Lina Almindingen Knudsen Reserva: Isabella Clemmensen |
| Alemanha | Letônia | Rússia | Escócia |
| SC Riessersee, Garmisch-Partenkirchen Capitã: Imogen Oona Lehmann Terceira: Corinna Scholz Segunda: Nicole Muskatewitz Primeira: Stella Heiß Reserva: Claudia Beer | SC OndulatB, Riga Capitã: Evita Regza Terceira: Dace Regza Segunda: Ieva Bērziņa Primeira: Zaklina Litauniece Reserva: Iluta Linde                        | Moskvitch CC, Moscou Capitã: Anna Sidorova Terceira: Margarita Fomina Segunda: Aleksandra Saitova Primeira: Ekaterina Galkina Reserva: Nkeiruka Ezekh | Currie and Balerno CC, Edimburgo Capitã: Kerry Barr Terceira: Rachael Simms Segunda: Rhiann Macleod Primeira: Barbara McPake Reserva: Hannah Fleming              |
| Coreia do Sul | Suécia | Suíça | Estados Unidos |
| Gyeonggi-do CC, Gyeonggi Fourth: Gim Un-chi Capitã: Kim Ji-sun Segunda: Lee Seul-bee Primeira: Um Min-ji Reserva: Shin Mi-sung                                     | Skellefteå CK, Skellefteå Fourth: Maria Prytz Terceira: Christina Bertrup Segunda: Maria Wennerström Capitã: Margaretha Sigfridsson Reserva: Sara McManus | Flims CC, Flims Capitã: Binia Feltscher Terceira: Irene Schori Segunda: Franziska Kaufmann Primeira: Christine Urech Reserva: Carole Howald           | St. Paul CC, St. Paul Capitã: Allison Pottinger Terceira: Nicole Joraanstad Segunda: Natalie Nicholson Primeira: Tabitha Peterson Reserva: Tara Peterson          |

## Fase classificatória
Na fase classificatória, as equipes enfrentam-se, classificando as quatro melhores.

### Classificação
| Legenda | Legenda                                |
| ------- | -------------------------------------- |
|         | Classificados para os Playoffs         |
|         | Classificados para a partida desempate |

| Equipes        | Capitãs                | V  | D  | PF | PA | V (Ends) | L (Ends) | Ends zerados | Ends quebrados | Pct. |
| -------------- | ---------------------- | -- | -- | -- | -- | -------- | -------- | ------------ | -------------- | ---- |
| Canadá         | Rachel Homan           | 10 | 1  | 82 | 47 | 48       | 36       | 12           | 13             | 84%  |
| Suíça          | Binia Feltscher        | 9  | 2  | 78 | 50 | 49       | 36       | 12           | 18             | 78%  |
| Rússia         | Anna Sidorova          | 8  | 3  | 84 | 50 | 47       | 37       | 13           | 14             | 83%  |
| Coreia do Sul  | Kim Ji-sun             | 8  | 3  | 81 | 70 | 47       | 44       | 9            | 14             | 77%  |
| Suécia         | Margaretha Sigfridsson | 8  | 3  | 90 | 56 | 47       | 39       | 11           | 9              | 82%  |
| Estados Unidos | Allison Pottinger      | 6  | 5  | 78 | 66 | 46       | 44       | 10           | 15             | 80%  |
| China          | Liu Sijia              | 6  | 5  | 70 | 74 | 48       | 43       | 9            | 12             | 77%  |
| Alemanha       | Imogen Oona Lehmann    | 3  | 8  | 58 | 76 | 45       | 44       | 15           | 16             | 71%  |
| Chéquia        | Anna Kubešková         | 3  | 8  | 65 | 80 | 42       | 51       | 11           | 12             | 72%  |
| Escócia        | Kerry Barr             | 2  | 9  | 50 | 89 | 33       | 58       | 3            | 7              | 69%  |
| Dinamarca      | Madeleine Dupont       | 2  | 9  | 58 | 85 | 49       | 49       | 5            | 10             | 73%  |
| Letônia        | Evita Regza            | 1  | 10 | 41 | 92 | 32       | 52       | 8            | 2              | 69%  |

### Resultados
Todas as partidas seguem o horário local (UTC-4).
Primeira rodada
Sábado, 15 de março, 14:30
| Pista A         | LSFE    | 1 | 2 | 3 | 4 | 5 | 6 | 7 | 8 | 9 | 10 | Final |
| --------------- | ------- | - | - | - | - | - | - | - | - | - | -- | ----- |
| Escócia (Barr)  |         | 1 | 0 | 2 | 0 | 1 | 0 | 1 | 1 | 0 | X  | 6     |
| Letônia (Regza) | Martelo | 0 | 2 | 0 | 1 | 0 | 2 | 0 | 0 | 3 | X  | 8     |

| Pista B             | LSFE    | 1 | 2 | 3 | 4 | 5 | 6 | 7 | 8 | 9 | 10 | Final |
| ------------------- | ------- | - | - | - | - | - | - | - | - | - | -- | ----- |
| Coreia do Sul (Kim) |         | 1 | 0 | 1 | 0 | 0 | 4 | 3 | 2 | 0 | X  | 11    |
| Dinamarca (Dupont)  | Martelo | 0 | 3 | 0 | 1 | 3 | 0 | 0 | 0 | 1 | X  | 8     |

| Pista C           | LSFE    | 1 | 2 | 3 | 4 | 5 | 6 | 7 | 8 | 9 | 10 | Final |
| ----------------- | ------- | - | - | - | - | - | - | - | - | - | -- | ----- |
| Rússia (Sidorova) | Martelo | 0 | 1 | 0 | 1 | 0 | 1 | 0 | 0 | 2 | 0  | 5     |
| Canadá (Homan)    |         | 0 | 0 | 1 | 0 | 2 | 0 | 2 | 0 | 0 | 2  | 7     |

| Pista D              | LSFE    | 1 | 2 | 3 | 4 | 5 | 6 | 7 | 8 | 9 | 10 | Final |
| -------------------- | ------- | - | - | - | - | - | - | - | - | - | -- | ----- |
| Chéquia (Kubešková)  |         | 0 | 2 | 0 | 0 | 0 | 2 | 0 | 1 | 0 | X  | 5     |
| Suécia (Sigfridsson) | Martelo | 1 | 0 | 1 | 1 | 0 | 0 | 4 | 0 | 3 | X  | 10    |

Segunda rodada
Sábado, 15 de março, 19:30
| Pista A            | LSFE    | 1 | 2 | 3 | 4 | 5 | 6 | 7 | 8 | 9 | 10 | Final |
| ------------------ | ------- | - | - | - | - | - | - | - | - | - | -- | ----- |
| Alemanha (Lehmann) |         | 0 | 0 | 1 | 0 | 1 | 0 | 0 | 2 | 0 | X  | 4     |
| Suíça (Feltscher)  | Martelo | 2 | 1 | 0 | 1 | 0 | 0 | 2 | 0 | 4 | X  | 10    |

| Pista B           | LSFE    | 1 | 2 | 3 | 4 | 5 | 6 | 7 | 8 | 9 | 10 | Final |
| ----------------- | ------- | - | - | - | - | - | - | - | - | - | -- | ----- |
| Letônia (Regza)   |         | 0 | 0 | 1 | 0 | 0 | 1 | X | X | X | X  | 2     |
| Rússia (Sidorova) | Martelo | 2 | 3 | 0 | 2 | 3 | 0 | X | X | X | X  | 10    |

| Pista C              | LSFE    | 1 | 2 | 3 | 4 | 5 | 6 | 7 | 8 | 9 | 10 | Final |
| -------------------- | ------- | - | - | - | - | - | - | - | - | - | -- | ----- |
| Suécia (Sigfridsson) | Martelo | 2 | 5 | 0 | 5 | 0 | 1 | X | X | X | X  | 13    |
| Coreia do Sul (Kim)  |         | 0 | 0 | 2 | 0 | 2 | 0 | X | X | X | X  | 4     |

| Pista D                    | LSFE    | 1 | 2 | 3 | 4 | 5 | 6 | 7 | 8 | 9 | 10 | Final |
| -------------------------- | ------- | - | - | - | - | - | - | - | - | - | -- | ----- |
| Estados Unidos (Pottinger) | Martelo | 2 | 0 | 2 | 0 | 1 | 3 | 1 | 0 | 3 | X  | 12    |
| China (Liu)                |         | 0 | 2 | 0 | 1 | 0 | 0 | 0 | 2 | 0 | X  | 5     |

Terceira rodada
Domingo, 16 de março, 9:30
| Pista B             | LSFE    | 1 | 2 | 3 | 4 | 5 | 6 | 7 | 8 | 9 | 10 | Final |
| ------------------- | ------- | - | - | - | - | - | - | - | - | - | -- | ----- |
| Canadá (Homan)      |         | 0 | 2 | 0 | 2 | 0 | 0 | 2 | 0 | 2 | X  | 8     |
| Chéquia (Kubešková) | Martelo | 0 | 0 | 2 | 0 | 0 | 1 | 0 | 1 | 0 | X  | 4     |

| Pista C            | LSFE    | 1 | 2 | 3 | 4 | 5 | 6 | 7 | 8 | 9 | 10 | Final |
| ------------------ | ------- | - | - | - | - | - | - | - | - | - | -- | ----- |
| Escócia (Barr)     |         | 0 | 1 | 0 | 1 | 0 | 1 | 1 | 0 | 0 | 1  | 5     |
| Dinamarca (Dupont) | Martelo | 1 | 0 | 1 | 0 | 1 | 0 | 0 | 3 | 1 | 0  | 7     |

Quarta rodada
Domingo, 16 de março, 14:30
| Pista A              | LSFE    | 1 | 2 | 3 | 4 | 5 | 6 | 7 | 8 | 9 | 10 | Final |
| -------------------- | ------- | - | - | - | - | - | - | - | - | - | -- | ----- |
| Suécia (Sigfridsson) | Martelo | 0 | 0 | 1 | 0 | 1 | 0 | 1 | 0 | 1 | X  | 4     |
| Rússia (Sidorova)    |         | 0 | 2 | 0 | 1 | 0 | 2 | 0 | 2 | 0 | X  | 7     |

| Pista B           | LSFE    | 1 | 2 | 3 | 4 | 5 | 6 | 7 | 8 | 9 | 10 | Final |
| ----------------- | ------- | - | - | - | - | - | - | - | - | - | -- | ----- |
| China (Liu)       | Martelo | 0 | 0 | 1 | 0 | 1 | 0 | 1 | 0 | 0 | 0  | 3     |
| Suíça (Feltscher) |         | 0 | 0 | 0 | 0 | 0 | 1 | 0 | 2 | 2 | 1  | 6     |

| Pista C                    | LSFE    | 1 | 2 | 3 | 4 | 5 | 6 | 7 | 8 | 9 | 10 | Final |
| -------------------------- | ------- | - | - | - | - | - | - | - | - | - | -- | ----- |
| Alemanha (Lehmann)         | Martelo | 1 | 0 | 0 | 0 | 0 | 1 | 0 | 0 | 2 | 1  | 5     |
| Estados Unidos (Pottinger) |         | 0 | 1 | 0 | 3 | 0 | 0 | 0 | 2 | 0 | 0  | 6     |

| Pista D             | LSFE    | 1 | 2 | 3 | 4 | 5 | 6 | 7 | 8 | 9 | 10 | Final |
| ------------------- | ------- | - | - | - | - | - | - | - | - | - | -- | ----- |
| Coreia do Sul (Kim) | Martelo | 1 | 0 | 1 | 1 | 0 | 2 | 0 | 1 | 0 | 1  | 7     |
| Letônia (Regza)     |         | 0 | 1 | 0 | 0 | 1 | 0 | 1 | 0 | 1 | 0  | 4     |

Quinta rodada
Domingo, 16 de março, 19:30
| Pista A                    | LSFE    | 1 | 2 | 3 | 4 | 5 | 6 | 7 | 8 | 9 | 10 | Final |
| -------------------------- | ------- | - | - | - | - | - | - | - | - | - | -- | ----- |
| Dinamarca (Dupont)         | Martelo | 0 | 0 | 1 | 0 | 1 | 0 | X | X | X | X  | 2     |
| Estados Unidos (Pottinger) |         | 2 | 2 | 0 | 5 | 0 | 4 | X | X | X | X  | 13    |

| Pista B            | LSFE    | 1 | 2 | 3 | 4 | 5 | 6 | 7 | 8 | 9 | 10 | Final |
| ------------------ | ------- | - | - | - | - | - | - | - | - | - | -- | ----- |
| Alemanha (Lehmann) | Martelo | 0 | 0 | 2 | 0 | 0 | 1 | 0 | 2 | 0 | 0  | 5     |
| Escócia (Barr)     |         | 1 | 1 | 0 | 2 | 0 | 0 | 1 | 0 | 0 | 1  | 6     |

| Pista C             | LSFE    | 1 | 2 | 3 | 4 | 5 | 6 | 7 | 8 | 9 | 10 | Final |
| ------------------- | ------- | - | - | - | - | - | - | - | - | - | -- | ----- |
| China (Liu)         | Martelo | 3 | 0 | 2 | 1 | 0 | 0 | 3 | 0 | 2 | X  | 11    |
| Chéquia (Kubešková) |         | 0 | 1 | 0 | 0 | 2 | 1 | 0 | 1 | 0 | X  | 5     |

| Pista D           | LSFE    | 1 | 2 | 3 | 4 | 5 | 6 | 7 | 8 | 9 | 10 | Final |
| ----------------- | ------- | - | - | - | - | - | - | - | - | - | -- | ----- |
| Canadá (Homan)    |         | 0 | 1 | 0 | 1 | 0 | 0 | 0 | 0 | X | X  | 2     |
| Suíça (Feltscher) | Martelo | 0 | 0 | 1 | 0 | 3 | 1 | 2 | 1 | X | X  | 8     |

Sexta rodada
Segunda-feira, 17 de março, 9:30
| Pista A             | LSFE    | 1 | 2 | 3 | 4 | 5 | 6 | 7 | 8 | 9 | 10 | Final |
| ------------------- | ------- | - | - | - | - | - | - | - | - | - | -- | ----- |
| Coreia do Sul (Kim) |         | 0 | 0 | 0 | 1 | 0 | 2 | 1 | 0 | 2 | 0  | 6     |
| China (Liu)         | Martelo | 2 | 1 | 1 | 0 | 1 | 0 | 0 | 2 | 0 | 1  | 8     |

| Pista B                    | LSFE    | 1 | 2 | 3 | 4 | 5 | 6 | 7 | 8 | 9 | 10 | Final |
| -------------------------- | ------- | - | - | - | - | - | - | - | - | - | -- | ----- |
| Estados Unidos (Pottinger) | Martelo | 2 | 0 | 0 | 1 | 0 | 1 | 0 | 1 | 0 | 0  | 5     |
| Suécia (Sigfridsson)       |         | 0 | 2 | 0 | 0 | 2 | 0 | 1 | 0 | 2 | 1  | 8     |

| Pista C           | LSFE    | 1 | 2 | 3 | 4 | 5 | 6 | 7 | 8 | 9 | 10 | Final |
| ----------------- | ------- | - | - | - | - | - | - | - | - | - | -- | ----- |
| Suíça (Feltscher) | Martelo | 2 | 2 | 0 | 0 | 0 | 1 | 0 | 3 | X | X  | 8     |
| Letônia (Regza)   |         | 0 | 0 | 1 | 0 | 0 | 0 | 1 | 0 | X | X  | 2     |

| Pista D            | LSFE    | 1 | 2 | 3 | 4 | 5 | 6 | 7 | 8 | 9 | 10 | Final |
| ------------------ | ------- | - | - | - | - | - | - | - | - | - | -- | ----- |
| Alemanha (Lehmann) |         | 0 | 0 | 0 | 1 | 0 | 1 | 0 | 0 | 1 | X  | 3     |
| Rússia (Sidorova)  | Martelo | 2 | 0 | 0 | 0 | 1 | 0 | 3 | 1 | 0 | X  | 7     |

Sétima rodada
Segunda-feira, 17 de março, 14:30
| Pista A              | LSFE    | 1 | 2 | 3 | 4 | 5 | 6 | 7 | 8 | 9 | 10 | Final |
| -------------------- | ------- | - | - | - | - | - | - | - | - | - | -- | ----- |
| Letônia (Regza)      |         | 0 | 0 | 0 | 1 | 0 | 2 | 0 | X | X | X  | 3     |
| Suécia (Sigfridsson) | Martelo | 3 | 2 | 0 | 0 | 2 | 0 | 3 | X | X | X  | 10    |

| Pista B            | LSFE    | 1 | 2 | 3 | 4 | 5 | 6 | 7 | 8 | 9 | 10 | Final |
| ------------------ | ------- | - | - | - | - | - | - | - | - | - | -- | ----- |
| Dinamarca (Dupont) |         | 0 | 0 | 0 | 0 | 0 | 1 | 1 | 0 | X | X  | 2     |
| Canadá (Homan)     | Martelo | 2 | 1 | 1 | 1 | 2 | 0 | 0 | 1 | X | X  | 8     |

| Pista C             | LSFE    | 1 | 2 | 3 | 4 | 5 | 6 | 7 | 8 | 9 | 10 | 11 | Final |
| ------------------- | ------- | - | - | - | - | - | - | - | - | - | -- | -- | ----- |
| Coreia do Sul (Kim) | Martelo | 0 | 0 | 2 | 0 | 0 | 2 | 1 | 0 | 0 | 0  | 1  | 6     |
| Rússia (Sidorova)   |         | 0 | 1 | 0 | 1 | 0 | 0 | 0 | 0 | 1 | 2  | 0  | 5     |

| Pista D             | LSFE    | 1 | 2 | 3 | 4 | 5 | 6 | 7 | 8 | 9 | 10 | Final |
| ------------------- | ------- | - | - | - | - | - | - | - | - | - | -- | ----- |
| Escócia (Barr)      | Martelo | 2 | 0 | 0 | 1 | 0 | 0 | 1 | 1 | 0 | 1  | 6     |
| Chéquia (Kubešková) |         | 0 | 1 | 1 | 0 | 0 | 1 | 0 | 0 | 1 | 0  | 4     |

Oitava rodada
Segunda-feira, 17 de março, 19:30
| Pista A                    | LSFE    | 1 | 2 | 3 | 4 | 5 | 6 | 7 | 8 | 9 | 10 | Final |
| -------------------------- | ------- | - | - | - | - | - | - | - | - | - | -- | ----- |
| Estados Unidos (Pottinger) |         | 0 | 0 | 1 | 0 | 2 | 0 | X | X | X | X  | 3     |
| Canadá (Homan)             | Martelo | 0 | 2 | 0 | 4 | 0 | 3 | X | X | X | X  | 9     |

| Pista B        | LSFE    | 1 | 2 | 3 | 4 | 5 | 6 | 7 | 8 | 9 | 10 | Final |
| -------------- | ------- | - | - | - | - | - | - | - | - | - | -- | ----- |
| Escócia (Barr) | Martelo | 1 | 0 | 1 | 0 | 2 | 0 | 1 | 0 | 2 | 0  | 7     |
| China (Liu)    |         | 0 | 2 | 0 | 2 | 0 | 2 | 0 | 1 | 0 | 1  | 8     |

| Pista C             | LSFE    | 1 | 2 | 3 | 4 | 5 | 6 | 7 | 8 | 9 | 10 | Final |
| ------------------- | ------- | - | - | - | - | - | - | - | - | - | -- | ----- |
| Chéquia (Kubešková) | Martelo | 0 | 0 | 0 | 0 | 4 | 0 | 1 | 0 | 0 | 0  | 5     |
| Alemanha (Lehmann)  |         | 3 | 0 | 1 | 1 | 0 | 0 | 0 | 1 | 1 | 1  | 8     |

| Pista D            | LSFE    | 1 | 2 | 3 | 4 | 5 | 6 | 7 | 8 | 9 | 10 | Final |
| ------------------ | ------- | - | - | - | - | - | - | - | - | - | -- | ----- |
| Suíça (Feltscher)  | Martelo | 2 | 0 | 1 | 0 | 1 | 1 | 2 | 0 | X | X  | 7     |
| Dinamarca (Dupont) |         | 0 | 1 | 0 | 1 | 0 | 0 | 0 | 1 | X | X  | 3     |

Nona rodada
Terça-feira, 18 de março, 9:30
| Pista A           | LSFE    | 1 | 2 | 3 | 4 | 5 | 6 | 7 | 8 | 9 | 10 | Final |
| ----------------- | ------- | - | - | - | - | - | - | - | - | - | -- | ----- |
| Rússia (Sidorova) |         | 0 | 0 | 2 | 0 | 3 | 3 | 0 | 2 | X | X  | 10    |
| Escócia (Barr)    | Martelo | 0 | 1 | 0 | 1 | 0 | 0 | 2 | 0 | X | X  | 4     |

| Pista B             | LSFE    | 1 | 2 | 3 | 4 | 5 | 6 | 7 | 8 | 9 | 10 | Final |
| ------------------- | ------- | - | - | - | - | - | - | - | - | - | -- | ----- |
| Coreia do Sul (Kim) |         | 0 | 0 | 0 | 2 | 1 | 0 | 2 | 0 | 1 | 2  | 8     |
| Chéquia (Kubešková) | Martelo | 0 | 0 | 2 | 0 | 0 | 1 | 0 | 2 | 0 | 0  | 5     |

| Pista C              | LSFE    | 1 | 2 | 3 | 4 | 5 | 6 | 7 | 8 | 9 | 10 | Final |
| -------------------- | ------- | - | - | - | - | - | - | - | - | - | -- | ----- |
| Dinamarca (Dupont)   |         | 0 | 0 | 1 | 0 | 1 | 0 | 0 | 0 | X | X  | 2     |
| Suécia (Sigfridsson) | Martelo | 0 | 1 | 0 | 3 | 0 | 1 | 1 | 1 | X | X  | 7     |

| Pista D         | LSFE    | 1 | 2 | 3 | 4 | 5 | 6 | 7 | 8 | 9 | 10 | Final |
| --------------- | ------- | - | - | - | - | - | - | - | - | - | -- | ----- |
| Letônia (Regza) |         | 0 | 2 | 0 | 0 | 1 | 0 | 0 | 1 | 0 | X  | 4     |
| Canadá (Homan)  | Martelo | 2 | 0 | 2 | 1 | 0 | 0 | 2 | 0 | 1 | X  | 8     |

Décima rodada
Terça-feira, 18 de março, 14:30
| Pista A             | LSFE    | 1 | 2 | 3 | 4 | 5 | 6 | 7 | 8 | 9 | 10 | Final |
| ------------------- | ------- | - | - | - | - | - | - | - | - | - | -- | ----- |
| Suíça (Feltscher)   | Martelo | 0 | 1 | 0 | 0 | 0 | 0 | 1 | 0 | X | X  | 2     |
| Coreia do Sul (Kim) |         | 0 | 0 | 0 | 2 | 1 | 1 | 0 | 5 | X | X  | 9     |

| Pista B              | LSFE    | 1 | 2 | 3 | 4 | 5 | 6 | 7 | 8 | 9 | 10 | Final |
| -------------------- | ------- | - | - | - | - | - | - | - | - | - | -- | ----- |
| Suécia (Sigfridsson) |         | 0 | 0 | 3 | 0 | 2 | 0 | 0 | 2 | 4 | X  | 11    |
| Alemanha (Lehmann)   | Martelo | 1 | 1 | 0 | 1 | 0 | 1 | 0 | 0 | 0 | X  | 4     |

| Pista C         | LSFE    | 1 | 2 | 3 | 4 | 5 | 6 | 7 | 8 | 9 | 10 | Final |
| --------------- | ------- | - | - | - | - | - | - | - | - | - | -- | ----- |
| Letônia (Regza) |         | 0 | 0 | 2 | 0 | 1 | 0 | 0 | 2 | 0 | X  | 5     |
| China (Liu)     | Martelo | 2 | 1 | 0 | 3 | 0 | 0 | 2 | 0 | 1 | X  | 9     |

| Pista D                    | LSFE    | 1 | 2 | 3 | 4 | 5 | 6 | 7 | 8 | 9 | 10 | Final |
| -------------------------- | ------- | - | - | - | - | - | - | - | - | - | -- | ----- |
| Rússia (Sidorova)          | Martelo | 0 | 1 | 0 | 2 | 0 | 0 | 2 | 0 | 1 | 2  | 8     |
| Estados Unidos (Pottinger) |         | 0 | 0 | 1 | 0 | 2 | 1 | 0 | 1 | 0 | 0  | 5     |

Décima-primeira rodada
Terça-feira, 18 de março, 19:30
| Pista A             | LSFE    | 1 | 2 | 3 | 4 | 5 | 6 | 7 | 8 | 9 | 10 | Final |
| ------------------- | ------- | - | - | - | - | - | - | - | - | - | -- | ----- |
| Dinamarca (Dupont)  |         | 1 | 0 | 1 | 0 | 0 | 1 | 0 | 1 | 0 | X  | 4     |
| Chéquia (Kubešková) | Martelo | 0 | 2 | 0 | 1 | 3 | 0 | 1 | 0 | 1 | X  | 8     |

| Pista B                    | LSFE    | 1 | 2 | 3 | 4 | 5 | 6 | 7 | 8 | 9 | 10 | Final |
| -------------------------- | ------- | - | - | - | - | - | - | - | - | - | -- | ----- |
| Suíça (Feltscher)          |         | 2 | 1 | 1 | 2 | 0 | 0 | 0 | 1 | 0 | 1  | 8     |
| Estados Unidos (Pottinger) | Martelo | 0 | 0 | 0 | 0 | 2 | 1 | 1 | 0 | 2 | 0  | 6     |

| Pista C        | LSFE    | 1 | 2 | 3 | 4 | 5 | 6 | 7 | 8 | 9 | 10 | Final |
| -------------- | ------- | - | - | - | - | - | - | - | - | - | -- | ----- |
| Canadá (Homan) | Martelo | 2 | 0 | 2 | 0 | 1 | 0 | 1 | 1 | 1 | X  | 8     |
| Escócia (Barr) |         | 0 | 1 | 0 | 1 | 0 | 1 | 0 | 0 | 0 | X  | 3     |

| Pista D            | LSFE    | 1 | 2 | 3 | 4 | 5 | 6 | 7 | 8 | 9 | 10 | Final |
| ------------------ | ------- | - | - | - | - | - | - | - | - | - | -- | ----- |
| China (Liu)        | Martelo | 1 | 0 | 0 | 1 | 2 | 0 | 1 | 0 | 0 | 1  | 6     |
| Alemanha (Lehmann) |         | 0 | 2 | 0 | 0 | 0 | 1 | 0 | 0 | 1 | 0  | 4     |

Décima-segunda rodada
Quarta-feira, 19 de março, 9:30
| Pista A            | LSFE    | 1 | 2 | 3 | 4 | 5 | 6 | 7 | 8 | 9 | 10 | Final |
| ------------------ | ------- | - | - | - | - | - | - | - | - | - | -- | ----- |
| Canadá (Homan)     |         | 0 | 1 | 0 | 2 | 0 | 0 | 1 | 0 | 1 | 2  | 7     |
| Alemanha (Lehmann) | Martelo | 1 | 0 | 2 | 0 | 1 | 1 | 0 | 0 | 0 | 0  | 5     |

| Pista B            | LSFE    | 1 | 2 | 3 | 4 | 5 | 6 | 7 | 8 | 9 | 10 | Final |
| ------------------ | ------- | - | - | - | - | - | - | - | - | - | -- | ----- |
| China (Liu)        | Martelo | 1 | 1 | 1 | 2 | 0 | 1 | 1 | 0 | 2 | X  | 9     |
| Dinamarca (Dupont) |         | 0 | 0 | 0 | 0 | 2 | 0 | 0 | 1 | 0 | X  | 3     |

| Pista C                    | LSFE    | 1 | 2 | 3 | 4 | 5 | 6 | 7 | 8 | 9 | 10 | 11 | Final |
| -------------------------- | ------- | - | - | - | - | - | - | - | - | - | -- | -- | ----- |
| Estados Unidos (Pottinger) | Martelo | 2 | 0 | 0 | 1 | 1 | 0 | 2 | 0 | 0 | 0  | 1  | 7     |
| Chéquia (Kubešková)        |         | 0 | 0 | 1 | 0 | 0 | 1 | 0 | 1 | 2 | 1  | 0  | 6     |

| Pista D           | LSFE    | 1 | 2 | 3 | 4 | 5 | 6 | 7 | 8 | 9 | 10 | Final |
| ----------------- | ------- | - | - | - | - | - | - | - | - | - | -- | ----- |
| Suíça (Feltscher) | Martelo | 2 | 1 | 0 | 0 | 5 | 0 | 2 | 0 | X | X  | 10    |
| Escócia (Barr)    |         | 0 | 0 | 1 | 1 | 0 | 2 | 0 | 1 | X | X  | 5     |

Décima-terceira rodada
Quarta-feira, 19 de março, 14:30
| Pista A              | LSFE    | 1 | 2 | 3 | 4 | 5 | 6 | 7 | 8 | 9 | 10 | 11 | Final |
| -------------------- | ------- | - | - | - | - | - | - | - | - | - | -- | -- | ----- |
| Escócia (Barr)       | Martelo | 2 | 0 | 2 | 0 | 0 | 0 | 1 | 0 | 1 | 1  | 0  | 7     |
| Suécia (Sigfridsson) |         | 0 | 3 | 0 | 1 | 0 | 1 | 0 | 2 | 0 | 0  | 1  | 8     |

| Pista B             | LSFE    | 1 | 2 | 3 | 4 | 5 | 6 | 7 | 8 | 9 | 10 | Final |
| ------------------- | ------- | - | - | - | - | - | - | - | - | - | -- | ----- |
| Chéquia (Kubešková) |         | 1 | 1 | 3 | 1 | 0 | 0 | 4 | X | X | X  | 10    |
| Letônia (Regza)     | Martelo | 0 | 0 | 0 | 0 | 1 | 1 | 0 | X | X | X  | 2     |

| Pista C            | LSFE    | 1 | 2 | 3 | 4 | 5 | 6 | 7 | 8 | 9 | 10 | Final |
| ------------------ | ------- | - | - | - | - | - | - | - | - | - | -- | ----- |
| Rússia (Sidorova)  | Martelo | 0 | 2 | 2 | 1 | 0 | 0 | 1 | 0 | 1 | X  | 7     |
| Dinamarca (Dupont) |         | 0 | 0 | 0 | 0 | 2 | 0 | 0 | 2 | 0 | X  | 4     |

| Pista D             | LSFE    | 1 | 2 | 3 | 4 | 5 | 6 | 7 | 8 | 9 | 10 | Final |
| ------------------- | ------- | - | - | - | - | - | - | - | - | - | -- | ----- |
| Canadá (Homan)      |         | 0 | 2 | 0 | 3 | 0 | 0 | 2 | 3 | X | X  | 10    |
| Coreia do Sul (Kim) | Martelo | 1 | 0 | 1 | 0 | 1 | 0 | 0 | 0 | X | X  | 3     |

Décima-quarta rodada
Quarta-feira, 19 de março, 19:30
| Pista A           | LSFE    | 1 | 2 | 3 | 4 | 5 | 6 | 7 | 8 | 9 | 10 | Final |
| ----------------- | ------- | - | - | - | - | - | - | - | - | - | -- | ----- |
| China (Liu)       |         | 1 | 0 | 0 | 0 | 1 | 0 | X | X | X | X  | 2     |
| Rússia (Sidorova) | Martelo | 0 | 2 | 3 | 3 | 0 | 2 | X | X | X | X  | 10    |

| Pista B             | LSFE    | 1 | 2 | 3 | 4 | 5 | 6 | 7 | 8 | 9 | 10 | Final |
| ------------------- | ------- | - | - | - | - | - | - | - | - | - | -- | ----- |
| Alemanha (Lehmann)  | Martelo | 1 | 0 | 0 | 2 | 0 | 0 | 0 | 1 | 0 | X  | 4     |
| Coreia do Sul (Kim) |         | 0 | 1 | 1 | 0 | 1 | 1 | 1 | 0 | 4 | X  | 9     |

| Pista C              | LSFE    | 1 | 2 | 3 | 4 | 5 | 6 | 7 | 8 | 9 | 10 | Final |
| -------------------- | ------- | - | - | - | - | - | - | - | - | - | -- | ----- |
| Suécia (Sigfridsson) |         | 0 | 0 | 0 | 1 | 0 | 0 | 0 | 1 | 1 | 0  | 3     |
| Suíça (Feltscher)    | Martelo | 0 | 0 | 1 | 0 | 0 | 1 | 1 | 0 | 0 | 2  | 5     |

| Pista D                    | LSFE    | 1 | 2 | 3 | 4 | 5 | 6 | 7 | 8 | 9 | 10 | Final |
| -------------------------- | ------- | - | - | - | - | - | - | - | - | - | -- | ----- |
| Estados Unidos (Pottinger) | Martelo | 1 | 0 | 0 | 0 | 3 | 0 | 1 | 2 | 0 | X  | 7     |
| Letônia (Regza)            |         | 0 | 0 | 1 | 0 | 0 | 1 | 0 | 0 | 1 | X  | 3     |

Décima-quinta rodada
Quinta-feira, 20 de março, 9:30
| Pista A                    | LSFE    | 1 | 2 | 3 | 4 | 5 | 6 | 7 | 8 | 9 | 10 | Final |
| -------------------------- | ------- | - | - | - | - | - | - | - | - | - | -- | ----- |
| Coreia do Sul (Kim)        |         | 0 | 0 | 1 | 0 | 4 | 1 | 0 | 0 | 0 | 2  | 8     |
| Estados Unidos (Pottinger) | Martelo | 2 | 1 | 0 | 1 | 0 | 0 | 1 | 0 | 1 | 0  | 6     |

| Pista B           | LSFE    | 1 | 2 | 3 | 4 | 5 | 6 | 7 | 8 | 9 | 10 | Final |
| ----------------- | ------- | - | - | - | - | - | - | - | - | - | -- | ----- |
| Rússia (Sidorova) | Martelo | 1 | 0 | 1 | 0 | 2 | 0 | 2 | 0 | 2 | X  | 8     |
| Suíça (Feltscher) |         | 0 | 1 | 0 | 1 | 0 | 1 | 0 | 2 | 0 | X  | 5     |

| Pista C            | LSFE    | 1 | 2 | 3 | 4 | 5 | 6 | 7 | 8 | 9 | 10 | Final |
| ------------------ | ------- | - | - | - | - | - | - | - | - | - | -- | ----- |
| Alemanha (Lehmann) |         | 1 | 1 | 1 | 0 | 1 | 0 | 2 | 0 | 0 | X  | 6     |
| Letônia (Regza)    | Martelo | 0 | 0 | 0 | 2 | 0 | 1 | 0 | 1 | 0 | X  | 4     |

| Pista D              | LSFE    | 1 | 2 | 3 | 4 | 5 | 6 | 7 | 8 | 9 | 10 | Final |
| -------------------- | ------- | - | - | - | - | - | - | - | - | - | -- | ----- |
| Suécia (Sigfridsson) | Martelo | 2 | 0 | 0 | 2 | 0 | 4 | 0 | 2 | X | X  | 10    |
| China (Liu)          |         | 0 | 2 | 1 | 0 | 1 | 0 | 1 | 0 | X | X  | 5     |

Décima-sexta rodada
Quinta-feira, 20 de março, 14:30
| Pista A             | LSFE    | 1 | 2 | 3 | 4 | 5 | 6 | 7 | 8 | 9 | 10 | Final |
| ------------------- | ------- | - | - | - | - | - | - | - | - | - | -- | ----- |
| Chéquia (Kubešková) | Martelo | 0 | 3 | 0 | 1 | 0 | 0 | 1 | 0 | 0 | X  | 5     |
| Suíça (Feltscher)   |         | 1 | 0 | 2 | 0 | 1 | 1 | 0 | 2 | 2 | X  | 9     |

| Pista B                    | LSFE    | 1 | 2 | 3 | 4 | 5 | 6 | 7 | 8 | 9 | 10 | Final |
| -------------------------- | ------- | - | - | - | - | - | - | - | - | - | -- | ----- |
| Estados Unidos (Pottinger) |         | 0 | 2 | 1 | 0 | 2 | 0 | 1 | 0 | 2 | X  | 8     |
| Escócia (Barr)             | Martelo | 1 | 0 | 0 | 1 | 0 | 1 | 0 | 1 | 0 | X  | 4     |

| Pista C        | LSFE    | 1 | 2 | 3 | 4 | 5 | 6 | 7 | 8 | 9 | 10 | Final |
| -------------- | ------- | - | - | - | - | - | - | - | - | - | -- | ----- |
| China (Liu)    |         | 0 | 0 | 0 | 1 | 0 | 0 | 2 | 0 | 1 | X  | 4     |
| Canadá (Homan) | Martelo | 0 | 1 | 0 | 0 | 1 | 1 | 0 | 3 | 0 | X  | 6     |

| Pista D            | LSFE    | 1 | 2 | 3 | 4 | 5 | 6 | 7 | 8 | 9 | 10 | Final |
| ------------------ | ------- | - | - | - | - | - | - | - | - | - | -- | ----- |
| Dinamarca (Dupont) |         | 4 | 0 | 0 | 1 | 0 | 0 | 0 | 0 | 0 | X  | 5     |
| Alemanha (Lehmann) | Martelo | 0 | 2 | 1 | 0 | 2 | 1 | 1 | 1 | 2 | X  | 10    |

Décima-sétima rodada
Quinta-feira, 20 de março, 19:30
| Pista A            | LSFE    | 1 | 2 | 3 | 4 | 5 | 6 | 7 | 8 | 9 | 10 | Final |
| ------------------ | ------- | - | - | - | - | - | - | - | - | - | -- | ----- |
| Letônia (Regza)    | Martelo | 1 | 0 | 1 | 1 | 0 | 1 | 0 | 0 | 0 | X  | 4     |
| Dinamarca (Dupont) |         | 0 | 2 | 0 | 0 | 1 | 0 | 2 | 1 | 4 | X  | 10    |

| Pista B              | LSFE    | 1 | 2 | 3 | 4 | 5 | 6 | 7 | 8 | 9 | 10 | Final |
| -------------------- | ------- | - | - | - | - | - | - | - | - | - | -- | ----- |
| Canadá (Homan)       | Martelo | 0 | 2 | 0 | 1 | 0 | 2 | 0 | 3 | 0 | 1  | 9     |
| Suécia (Sigfridsson) |         | 0 | 0 | 1 | 0 | 2 | 0 | 1 | 0 | 2 | 0  | 6     |

| Pista C             | LSFE    | 1 | 2 | 3 | 4 | 5 | 6 | 7 | 8 | 9 | 10 | Final |
| ------------------- | ------- | - | - | - | - | - | - | - | - | - | -- | ----- |
| Escócia (Barr)      | Martelo | 1 | 0 | 0 | 1 | 1 | 0 | 1 | 1 | 0 | X  | 5     |
| Coreia do Sul (Kim) |         | 0 | 3 | 1 | 0 | 0 | 3 | 0 | 0 | 3 | X  | 10    |

| Pista D             | LSFE    | 1 | 2 | 3 | 4 | 5 | 6 | 7 | 8 | 9 | 10 | Final |
| ------------------- | ------- | - | - | - | - | - | - | - | - | - | -- | ----- |
| Chéquia (Kubešková) |         | 0 | 3 | 0 | 1 | 0 | 0 | 1 | 0 | 2 | 1  | 8     |
| Rússia (Sidorova)   | Martelo | 0 | 0 | 1 | 0 | 2 | 1 | 0 | 3 | 0 | 0  | 7     |

### Partida desempate
Sexta-feira, 21 de março, 14:30
| Pista A              | LSFE    | 1 | 2 | 3 | 4 | 5 | 6 | 7 | 8 | 9 | 10 | Final |
| -------------------- | ------- | - | - | - | - | - | - | - | - | - | -- | ----- |
| Suécia (Sigfridsson) | Martelo | 1 | 0 | 1 | 0 | 1 | 0 | 1 | 0 | 1 | 0  | 5     |
| Coreia do Sul (Kim)  |         | 0 | 1 | 0 | 1 | 0 | 3 | 0 | 1 | 0 | 1  | 7     |

| Percentuais de jogador(a) | Percentuais de jogador(a) | Percentuais de jogador(a) | Percentuais de jogador(a) |
| Suécia                    | Suécia                    | Coreia do Sul             | Coreia do Sul             |
| ------------------------- | ------------------------- | ------------------------- | ------------------------- |
| Margaretha Sigfridsson    | 85%                       | Um Min-ji                 | 80%                       |
| Maria Wennerström         | 83%                       | Lee Seul-bee              | 74%                       |
| Christina Bertrup         | 84%                       | Kim Ji-sun                | 84%                       |
| Maria Prytz               | 68%                       | Gim Un-chi                | 88%                       |
| Total                     | 80%                       | Total                     | 81%                       |

## Fase eliminatória
|  | Playoff | Playoff       | Playoff       |   |   | Semifinal | Semifinal | Semifinal |   |       | Final | Final  | Final |
|  |         |               |               |   |   |           |           |           |   |       |       |        |       |
|  | 1       | Canadá        | 8             |   |   |           |           |           |   |       |       |        |       |
|  | 2       | Suíça         | 3             |   |   |           |           |           |   |       | 1     | Canadá | 5     |
|  |         |               |               |   | 2 | Suíça     | 7         |           | 2 | Suíça | 9     |        |       |
|  |         | 4             | Coreia do Sul | 3 |   |           |           |           |   |       |       |        |       |
|  | 3       | Rússia        | 5             |   |   |           |           |           |   |       |       |        |       |
|  | 4       | Coreia do Sul | 9             |   |   |           |           |           |   |       |       |        |       |

|  | Disputa do 3º lugar |               |   |
|  |                     |               |   |
|  | 4                   | Coreia do Sul | 6 |
|  | 3                   | Rússia        | 7 |

### 1 vs. 2
Sexta-feira, 21 de março, 19:30
| Pista B           | LSFE    | 1 | 2 | 3 | 4 | 5 | 6 | 7 | 8 | 9 | 10 | Final |
| ----------------- | ------- | - | - | - | - | - | - | - | - | - | -- | ----- |
| Canadá (Homan)    | Martelo | 0 | 1 | 1 | 0 | 2 | 0 | 1 | 0 | 3 | X  | 8     |
| Suíça (Feltscher) |         | 0 | 0 | 0 | 1 | 0 | 1 | 0 | 1 | 0 | X  | 3     |

| Percentuais de jogador(a) | Percentuais de jogador(a) | Percentuais de jogador(a) | Percentuais de jogador(a) |
| Canadá                    | Canadá                    | Suíça                     | Suíça                     |
| ------------------------- | ------------------------- | ------------------------- | ------------------------- |
| Lisa Weagle               | 76%                       | Christine Urech           | 94%                       |
| Alison Kreviazuk          | 90%                       | Franziska Kaufmann        | 92%                       |
| Emma Miskew               | 89%                       | Irene Schori              | 88%                       |
| Rachel Homan              | 85%                       | Binia Feltscher           | 78%                       |
| Total                     | 85%                       | Total                     | 88%                       |

### 3 vs. 4
Sábado, 22 de março, 9:00
| Pista B               | LSFE    | 1 | 2 | 3 | 4 | 5 | 6 | 7 | 8 | 9 | 10 | Final |
| --------------------- | ------- | - | - | - | - | - | - | - | - | - | -- | ----- |
| Rússia (Sidorova)     | Martelo | 2 | 0 | 1 | 0 | 0 | 1 | 0 | 0 | 1 | 0  | 5     |
| ' Coreia do Sul (Kim) |         | 0 | 1 | 0 | 2 | 2 | 0 | 1 | 1 | 0 | 2  | 9     |

| Percentuais de jogador(a) | Percentuais de jogador(a) | Percentuais de jogador(a) | Percentuais de jogador(a) |
| Rússia                    | Rússia                    | Coreia do Sul             | Coreia do Sul             |
| ------------------------- | ------------------------- | ------------------------- | ------------------------- |
| Ekaterina Galkina         | 90%                       | Um Min-ji                 | 89%                       |
| Aleksandra Saitova        | 89%                       | Lee Seul-bee              | 85%                       |
| Margarita Fomina          | 70%                       | Kim Ji-sun                | 91%                       |
| Anna Sidorova             | 69%                       | Gim Un-chi                | 82%                       |
| Total                     | 79%                       | Total                     | 87%                       |

### Semifinal
Sábado, 22 de março, 14:00
| Pista B             | LSFE    | 1 | 2 | 3 | 4 | 5 | 6 | 7 | 8 | 9 | 10 | Final |
| ------------------- | ------- | - | - | - | - | - | - | - | - | - | -- | ----- |
| Suíça (Feltscher)   | Martelo | 1 | 0 | 1 | 0 | 2 | 0 | 0 | 0 | 3 | X  | 7     |
| Coreia do Sul (Kim) |         | 0 | 1 | 0 | 1 | 0 | 1 | 0 | 0 | 0 | X  | 3     |

| Percentuais de jogador(a) | Percentuais de jogador(a) | Percentuais de jogador(a) | Percentuais de jogador(a) |
| Suíça                     | Suíça                     | Coreia do Sul             | Coreia do Sul             |
| ------------------------- | ------------------------- | ------------------------- | ------------------------- |
| Christine Urech           | 90%                       | Um Min-ji                 | 80%                       |
| Franziska Kaufmann        | 93%                       | Lee Seul-bee              | 74%                       |
| Irene Schori              | 76%                       | Kim Ji-sun                | 71%                       |
| Binia Feltscher           | 81%                       | Gim Un-chi                | 75%                       |
| Total                     | 85%                       | Total                     | 75%                       |

### Decisão do terceiro lugar
Domingo, 23 de março, 12:00
| Pista B             | LSFE    | 1 | 2 | 3 | 4 | 5 | 6 | 7 | 8 | 9 | 10 | 11 | Final |
| ------------------- | ------- | - | - | - | - | - | - | - | - | - | -- | -- | ----- |
| Coreia do Sul (Kim) | Martelo | 0 | 0 | 0 | 1 | 0 | 0 | 2 | 0 | 3 | 0  | 0  | 6     |
| Rússia (Sidorova)   |         | 1 | 0 | 1 | 0 | 0 | 1 | 0 | 1 | 0 | 2  | 1  | 7     |

| Percentuais de jogador(a) | Percentuais de jogador(a) | Percentuais de jogador(a) | Percentuais de jogador(a) |
| Coreia do Sul             | Coreia do Sul             | Rússia                    | Rússia                    |
| ------------------------- | ------------------------- | ------------------------- | ------------------------- |
| Um Min-ji                 | 88%                       | Ekaterina Galkina         | 91%                       |
| Lee Seul-bee              | 85%                       | Aleksandra Saitova        | 93%                       |
| Kim Ji-sun                | 76%                       | Margarita Fomina          | 91%                       |
| Gim Un-chi                | 69%                       | Anna Sidorova             | 77%                       |
| Total                     | 80%                       | Total                     | 88%                       |

### Final
Domingo, 23 de março, 19:30
| Pista B           | LSFE    | 1 | 2 | 3 | 4 | 5 | 6 | 7 | 8 | 9 | 10 | Final |
| ----------------- | ------- | - | - | - | - | - | - | - | - | - | -- | ----- |
| Canadá (Homan)    | Martelo | 0 | 0 | 2 | 0 | 2 | 0 | 1 | 0 | 0 | X  | 5     |
| Suíça (Feltscher) |         | 0 | 0 | 0 | 2 | 0 | 1 | 0 | 3 | 3 | X  | 9     |

| Percentuais de jogador(a) | Percentuais de jogador(a) | Percentuais de jogador(a) | Percentuais de jogador(a) |
| Canadá                    | Canadá                    | Suíça                     | Suíça                     |
| ------------------------- | ------------------------- | ------------------------- | ------------------------- |
| Lisa Weagle               | 80%                       | Christine Urech           | 90%                       |
| Alison Kreviazuk          | 81%                       | Franziska Kaufmann        | 90%                       |
| Emma Miskew               | 61%                       | Irene Schori              | 84%                       |
| Rachel Homan              | 63%                       | Binia Feltscher           | 79%                       |
| Total                     | 71%                       | Total                     | 86%                       |

| Campeonato Mundial Feminino de Curling de 2014 |
| Suíça                                          |
| ---------------------------------------------- |
| Suíça Campeã (4º título)                       |

## Estatísticas

### Top 5
Após fase classificatória; mínimo 5 partidas
| Primeiras              | %  |
| ---------------------- | -- |
| Margaretha Sigfridsson | 85 |
| Ekaterina Galkina      | 84 |
| Um Min-ji              | 83 |
| Tabitha Peterson       | 82 |
| Lisa Weagle            | 82 |

| Segundas          | %  |
| ----------------- | -- |
| Alison Kreviazuk  | 84 |
| Natalie Nicholson | 83 |
| Alexandra Saitova | 82 |
| Maria Wennerström | 81 |
| Jinli Liu         | 80 |

| Terceiras         | %  |
| ----------------- | -- |
| Emma Miskew       | 86 |
| Margarita Fomina  | 84 |
| Christina Bertrup | 82 |
| Irene Schori      | 80 |
| Nicole Joraanstad | 79 |

| Capitãs           | %  |
| ----------------- | -- |
| Rachel Homan      | 85 |
| Binia Feltscher   | 82 |
| Anna Sidorova     | 81 |
| Maria Prytz       | 77 |
| Allison Pottinger | 75 |